# 小行星4402
小行星4402（英語：4402 Tsunemori）是一颗围绕太阳公转的小行星。1987年2月25日，新島恒男、浦田武在尾島町发现了此天体。
这颗小行星的绝对星等为220.5991776955728等。